# Папство
Па́пство (лат. Pontifex Romanus) — богословский и религиозно-политический институт католицизма, устанавливающий па́пу ри́мского, то есть дословно отца Рима, видимым главой всей Католической церкви. Отцу Рима также подчиняется Святой Престол, вспомогательной суверенной территорией которого с 1929 года является Государство-город Ватикан, где находится его постоянная резиденция.

## Титул
Папа римский носит официальный титул «римский понтифик» (лат. Pontifex Romanus) или верховный суверенный понтифик (Pontifex Maximus). В международном праве — это суверенная персона исключительного свойства (лат. persona sui generis), поскольку одновременно владеет тремя нераздельными функциями власти:
- Глава и суверен Святого Престола.
- Как преемник святого Петра (первого римского епископа), видимый глава Католической церкви и её верховный иерарх.
- Суверен города-государства Ватикан.

Неформальное латинское название ра̄ра происходит от др.-греч. πάππα и является уменьшительным названием отца.
Полный суверенитет папы римского как главы Святого Престола сохраняется за ним вне зависимости от наличия территориальных владений.
Суверенитет Ватикана (территории, на которой расположен Святой Престол), подтверждённый Латеранскими соглашениями в 1929 году, проистекает от суверенитета Святого Престола.
Согласно католическому учению, папа является преемником cвятого Петра как первого римского епископа, и в силу этого обладает верховенством в Католической церкви (см. непогрешимость папы римского).
Нынешний папа римский — Лев XIV, избран 8 мая 2025 года.

### Официальный титул папы римского
Епископ Рима, викарий Христа, преемник князя апостолов, верховный первосвященник Вселенской церкви, Великий понтифик, Патриарх Запада, Примас Италии, архиепископ и митрополит римской провинции, суверен города-государства Ватикан, раб рабов Божьих.
На латыни:
- Episcopus Romanus
- Vicarius Christi
- Successor principis apostolorum
- Caput universalis ecclesiae
- Pontifex Maximus
- Primatus Italiae
- Archiepiscopus ac metropolitanus provinciae ecclesiasticae Romanae
- Princeps sui iuris civitatis Vaticanae
- Servus Servorum Dei
- Patriarcha Occidentalis (данный титул был удалён из папской титулатуры Папой Римским Бенедиктом XVI в 2006 году и восстановлен Папой Римским Франциском в 2024 году)

### Написание термина
По современным правилам русского языка термин «папа римский» везде пишется со строчных букв, кроме официальных документов, в которых должна быть официально указана эта должность. Православный же церковный справочник по грамматике рекомендует писать «Папа Римский» с заглавных букв, и такое написание встречается нередко.

## История

### Титул
В первые века христианства название «папа» (греч. πάππας), то есть «отец», применяли ко всем епископам, а первоначально — ко всем священникам, пользовавшимся правом благословения, память о чём сохранилась в том числе в церковнославянском и русском языках в слове «папа» как синониме слова «отец». Имеются свидетельства того, что в VI веке некоторые епископы ещё назывались «папами». Но начиная с VII века по настоящее время сан папы давали уже исключительно римскому и александрийскому епископам, при этом в Константинопольской православной церкви был сохранён титул «протопапа» — главный священник (после патриарха) в соборе Святой Софии или в Большом дворце.

### Основные периоды истории папства
В истории папства историками могут быть выделены следующие периоды:
- Доникейский (или до воцарения Константина) охватывает период до 313 или 325 года. Период преследования христианства в Римской империи.
- От Константина до остготов (313—493). Христианство получает статус государственной религии в Римской империи.
- Остготский (493—537). Под политическим влиянием остготов.
- Византийский (537—752). Под политическим влиянием Византии.
- Франкский (756—857). Под политическим влиянием франков.
- Эпоха униженного состояния папства (до 1044—1048). Папство под влиянием влиятельных семейств (порнократия, Теофилакты, Кресцентии).
- Имперское папство (1048—1257). Эпоха величайшего могущества папства. Борьба за инвеституру.
- Папы в резиденциях (Витербо, Перуджа, Орвието) за пределами Рима (1257—1309).
- Авиньонское пленение пап (1309—1377).
- Великий западный раскол (1378—1417).
- Папство времён Ренессанса (1417—1534).
- Реформация и Контрреформация (1517—1585).
- Папство времён барокко (1585—1689) и эпохи Просвещения.
- Папство времён революций (1775—1861).
- Римский вопрос (1861—1929).
- Современный период (с 1929), после Латеранских соглашений.

## Выборы, смерть и отречение папы

### Выборы римского папы
«Полную и верховную власть в Церкви Римский Понтифик обретает в силу принятого им самим законного избрания, а также епископского посвящения. Поэтому лицо, избранное на должность Верховного Понтифика, уже находящееся в сане епископа, обретает эту власть с момента принятия им своего избрания. Если же у избранного нет епископского сана, его следует немедленно посвятить в епископы».

Ныне действующий порядок выборов папы установлен апостольской конституцией Universi Dominici Gregis, изданной Иоанном Павлом II 22 февраля 1996 года, с изменениями, внесёнными motu proprio Бенедикта XVI De aliquibus mutationibus in normis de electione Romani pontificis (11 июня 2007) и Normas nonnullas (22 февраля 2013).
Папу римского избирают пожизненно на собрании кардиналов (конклаве) после смерти его предшественника (или отречения, что бывает крайне редко). Как только новоизбранный заявляет о принятии престола (это происходит сразу после избрания), понтификат считают начавшимся. Теоретически папой может быть избран любой неженатый мужчина-католик; при необходимости сразу после принятия престола он должен быть посвящён в священники и епископы. На практике последние несколько веков папами становились исключительно кардиналы, имеющие сан священника. Последним папой не из кардиналов стал Урбан VI в 1378 году. Последним папой, не бывшим на момент избрания священником, стал Лев X в 1513 году (он был кардиналом-мирянином). Последним папой, не бывшим епископом при избрании, был Григорий XVI в 1831 году. С 1917 года все кардиналы должны иметь сан священника, а с 1962 года должны быть посвящены в епископы (за редкими исключениями по особому распоряжению папы).

### Имя папы
Сразу после избрания на конклаве новый папа выбирает себе имя, под которым он будет править; имя, как правило, сопровождается номером (если папа выбрал ранее не встречавшееся имя, номер I может не использоваться). После 1555 года все римские папы меняли имя при вступлении на престол, хотя папа формально делать этого не обязан.

### Отречение
Кодекс канонического права предусматривает право папы отречься от Престола, причём не требуется утверждения этого отречения кем-либо, единственным условием действительности отречения является его добровольность. Отречение Римского папы регулируется каноном 332, параграфом 2 Кодекса канонического права, где упомянуто, что «нет необходимости в том, чтобы кто-либо принимал это отречение».
Папа Бенедикт XVI 11 февраля 2013 года объявил о решении отречься от Римского престола в 20:00 28 февраля 2013 года, до него последним папой, воспользовавшимся этим правом, был Григорий XII в 1415 году. Существует предположение, что в начале 2000-х годов Иоанн Павел II обдумывал возможность отречения в связи с плохим состоянием здоровья.

### Sede vacante
После того, как камерленго официально удостоверит смерть папы (или после того как вступит в силу отречение), начинается период вакантного престола (Sede vacante), продолжающийся до выборов нового понтифика.

## Власть папы

### Власть папы в Церкви
Власть папы в церкви — высшая и юридически полная власть над всей Католической церковью, независимая от какой бы то ни было человеческой власти и распространяющаяся не только на вопросы веры и нравственности, но и на всё управление церковью.

«Епископ Римской Церкви, в коем пребывает служение, особым образом порученное Господом Петру, первому из Апостолов, и подлежащее передаче его преемникам, является главой Коллегии епископов, Наместником Христа и Пастырем всей Церкви на сей земле. Поэтому в силу своей должности он пользуется в Церкви верховной, полной, непосредственной и универсальной ординарной властью, которую он всегда может свободно осуществлять. Против решения или декрета Римского Понтифика нельзя подать ни апелляцию, ни обжалование».

Папа осуществляет верховную законодательную власть в церкви, папа (и Вселенский собор) имеет право издавать законы, обязательные для всей церкви или для её части, толковать их, изменять или отменять их действие.
Законы, издававшиеся соборами и папами по вопросам церковной дисциплины, называли «канонами». Их объединяли в специальные канонические сборники — кодексы канонического права. Уже Халкидонский собор (451) выпустил такой сборник.
Средневековое каноническое право было кодифицировано в неоднократно переиздававшемся «Своде юридических канонов» (Corpus Juris Canonici). Наиболее часто используемым его вариантом было лейпцигское издание 1876—1884 годов.
Свод законов, вступивший в силу 19 мая 1918 года, составила папская кодификационная комиссия, созданная в 1904 году папой Пием Х под руководством кардинала Гаспарри и выпустившая его под названием «Кодекс канонического права» (Codex Juris Canonici). 27 мая 1917 года папа Бенедикт XV освятил его и опубликовал. Сборник источников Кодекса канонического права был издан между двумя мировыми войнами под названием «Источники Кодекса канонического права». В связи со значительным обновлением католической теологии Второй Ватиканский собор (1962—1965) указал на необходимость пересмотра Кодекса.
Подписанный Иоанном Павлом II в 1983 году новый кодекс сохраняет основное содержание прежнего при значительном сокращении количества статей (с 2412 до 1752) и причин для отлучения от церкви (с 37 до 7).
Папе принадлежит верховная каноническая, апостольская власть в Церкви. В вопросах веры и морали папа следит за чистотой вероучения, то есть отвергает псевдоучения, руководит распространением веры (миссионерской деятельностью), созывает Вселенские соборы Католической церкви, ведёт их заседания (лично или посредством уполномоченных им лиц), утверждает их решения, переносит или распускает соборы.
Предмет вероучения — откровения Божьи, хранительницей которых является вся церковь. Церковь сообщает эти откровения (догматы веры) либо на Вселенском соборе, либо путём провозглашения его папой с амвона (ех cathedra — «с кафедры»). Догматы соборов (а после I Ватиканского собора, с 1870 года, и оглашаемые папой с амвона) по вопросам веры и морали объявляются как действительные для всей церкви и непогрешимые (infallibitas), то есть они не могут быть ошибочными (догмат о безошибочности папы).
Папа наделён высшей судебной властью в церкви. Любое судебное дело может быть подано ему как первой инстанции. Единственно ему подсудны кардиналы, нунции и епископы, обвиняемые в уголовных преступлениях. Папа разрешает дела в 3-й инстанции по апелляциям в церковных процессах. Запрещено обращаться к светскому суду с обжалованием приговора, вынесенного папой.
Папе принадлежит высшая исполнительная власть в церкви, он учреждает, изменяет и ликвидирует епископства, назначает, утверждает в должности, переводит и смещает епископов, заполняет вакансии, распоряжается на высшем уровне церковным имуществом, провозглашает новых блаженных и святых.
Папа — гарант всеобщности (универсальности) и единства Католической церкви. Поскольку папа — залог единства церкви, то и папская власть — суверенна. Через папу действуют в полную силу и части церкви. Единовластие папы необходимо для соблюдения законности и для поддержания порядка внутри церкви. Римская церковь — единовластна и не терпит ни демократии, ни аристократии. Без папы нет даже Вселенского собора. В случае смерти папы во время собора его заседания приостанавливаются до выборов нового епископа Рима.

### Светская власть папы
Папа — глава города-государства Ватикан.
До 1870 года папы были светскими владыками значительных территорий в современной Италии — так называемой «Папской области», а до 1791 года и незначительных территорий современной Франции (Конта-Венессена и Авиньона).
В 756 году франкский король Пипин Короткий, получивший корону из рук Стефана II, передал тому отвоёванную им у лангобардов территорию Равеннского экзархата, до 752 года бывшего под властью ромейских императоров.
Власть папы над экзархатом обосновывалась подложным документом — Константиновым даром. Документ, якобы составленный Константином на имя епископа Сильвестра I, вошёл в IX веке в канонический сборник, известный как «Лжеисидоровы декреталии».
Вершину светского могущества папской власти ознаменовал документ, известный как «Диктат папы» (лат. Dictatus рарае), изданный в 1075 году.
Для укрепления власти Святого Престола папы нередко использовали отлучение от церкви. Так в XI веке папы отлучали от церкви многих ведущих монархов, потом миловали и снова отлучали. Как минимум один раз были отлучены папой от церкви германский король Генрих IV, король Франции Филипп I, король Англии Гарольд, византийский император Алексей I Комнин и норманнский герцог Роберт Гвискар.